# الدول الست الداخلية
الدول الست الداخلية (المعروفة أيضًا باسم الدول الست أو الدول الست المؤسسة) هي الدول الست المؤسسة للاتحاد الأوروبي، وهي بلجيكا وفرنسا وألمانيا الغربية وإيطاليا ولوكسمبورغ وهولندا. كانت هذه الدول الأعضاء الأصليين في الجماعات الأوروبية، التي خلفها الاتحاد الأوروبي لاحقًا. سُميت الدول الست الداخلية بهذا الاسم نسبةً إلى موقعها على خريطة أوروبا الغربية، وهي تختلف عن "الدول السبع الخارجية" التي سعت إلى نظام تجارة حرة.

## تاريخ
الدول الست الداخلية هي الدول التي استجابت لدعوة إعلان شومان لتجميع موارد الفحم والصلب تحت سلطة عليا مشتركة. ووقعت الدول الست على معاهدة باريس التي أنشأت الجماعة الأوروبية للفحم والصلب في 18 أبريل 1951 (والتي دخلت حيز النفاذ في 23 يوليو 1952). وبعد ذلك، حاولوا إنشاء جماعة دفاعية أوروبية: مع فكرة السماح لألمانيا الغربية بإعادة التسليح تحت سلطة قيادة عسكرية أوروبية مشتركة، وُقّعت معاهدة عام 1952. ومع ذلك، رفض مجلس الشيوخ الفرنسي الخطة، مما أدى أيضًا إلى إحباط مشروع معاهدة الجماعة السياسية الأوروبية (التي كانت ستنشئ اتحادًا سياسيًا لضمان السيطرة الديمقراطية على الجيش الأوروبي الجديد).
أدى الاعتماد على النفط الخارجي والنضوب المستمر لرواسب الفحم إلى فكرة إنشاء مجتمع للطاقة الذرية (فضل مونيه إنشاء مجتمع منفصل، بدلاً من مجرد توسيع صلاحيات الجماعة الاقتصادية الأوروبية للفحم والصلب كما اقترحت الجمعية العامة). ومع ذلك، رغبت دول البنلوكس (بلجيكا وهولندا ولوكسمبورغ) وألمانيا الغربية في إنشاء سوق مشتركة. ومن أجل التوفيق بين الفكرتين، تم إنشاء كلا المجتمعين. وهكذا، وقعت الدول الست معاهدات روما في عام 1957، مما أدى إلى إنشاء الجماعة الاقتصادية الأوروبية والجماعة الأوروبية للطاقة الذرية. تم دمج مؤسسات دُمجت مؤسسات هذه الجماعات لاحقًا عام 1967، فأُطلق عليها مجتمعةً اسم "الجماعات الأوروبية".

## الستة الداخلية والسابعة الخارجية
كانت الدول الست الداخلية على النقيض من مجموعة الدول السبع الخارجية التي شكلت رابطة التجارة الحرة الأوروبية بدلاً من الانخراط في تكامل أوروبي فوق وطني. وانضمت خمس من الدول السبع الخارجية لاحقًا إلى المجموعة الأوروبية.
| أعضاء المجتمعات الأوروبية (الستة الداخلية)                        | أعضاء رابطة التجارة الحرة الأوروبية (السبع الخارجية)                         |
| ----------------------------------------------------------------- | ---------------------------------------------------------------------------- |
| - بلجيكا - فرنسا - إيطاليا - لوكسمبورغ - هولندا - ألمانيا الغربية | - النمسا - الدنمارك - النرويج - البرتغال - السويد - سويسرا - المملكة المتحدة |

الدول الست الداخلية للاتحاد الأوروبي جنبًا إلى جنب مع السبعة الخارجية للتجارة الحرة من عام 1960 إلى عام 1972

وظلت الدول الست مستمرة في تعاونها حتى عام 1973، عندما انضمت إليها دولتان من الدول السبع الخارجية (المملكة المتحدة والدنمارك) وأيرلندا.

## التوسعة والبريكست: تسعة، عشرة، اثني عشر، خمسة عشر، وما بعد ذلك
أظهرت أحداث أزمة السويس عام 1956 للمملكة المتحدة أنها لم تعد قادرة على العمل بمفردها، وبدلاً من ذلك اتجهت إلى الولايات المتحدة والجماعات الأوروبية. تقدمت المملكة المتحدة، إلى جانب الدنمارك وأيرلندا والنرويج، بطلب العضوية في عام 1960. ومع ذلك، رأى الرئيس الفرنسي آنذاك شارل ديغول أن العضوية البريطانية في الجماعة بمثابة حصان طروادة لمصالح الولايات المتحدة، ومن ثم صرح بأنه سيستخدم حق النقض ضد العضوية البريطانية. أعادت الدول الأربع تقديم طلباتها في 11 مايو 1967 ومع تولي جورج بومبيدو منصب الرئيس الفرنسي خلفًا لشارل ديغول، لم يستخدم حق النقض. بدأت المفاوضات في عام 1970 وبعد عامين وقعّت معاهدات الانضمام مع انضمام جميع الدول إلى الجماعة باستثناء النرويج (رفضت النرويج العضوية في استفتاء عام 1972). في عام 1981 انضمت اليونان إلى الجماعة الأوروبية، ليصل العدد إلى عشرة. بعد ثورتها الديمقراطية، غادرت البرتغال أيضًا رابطة التجارة الحرة الأوروبية للانضمام إلى الجماعات في عام 1986، إلى جانب إسبانيا. انضمت السويد والنمسا وفنلندا (التي انضمت إلى رابطة التجارة الحرة الأوروبية عام 1986) إلى الدول الاثنتي عشرة في عام 1995، ولم يتبقَّ سوى النرويج وسويسرا كأعضاء متبقين من الدول السبع الخارجية الأصلية، على الرغم من أن رابطة التجارة الحرة الأوروبية قد اكتسبت عضوين جديدين (أيسلندا وليختنشتاين) في الفترة الفاصلة. من ناحية أخرى، وصل عدد أعضاء المجتمعات، التي تُعرف الآن بالاتحاد الأوروبي، إلى 28. ومع الموافقة على خروج المملكة المتحدة من الاتحاد الأوروبي في 31 يناير 2020 بعد استفتاء يونيو 2016 والمفاوضات السياسية، أصبح لدى الاتحاد الأوروبي 27 عضوًا.

## المجموعات "الداخلية" الحديثة
اليوم، لا تزال بعض المجموعات داخل الاتحاد الأوروبي تندمج أسرع من غيرها، على سبيل المثال منطقة اليورو ومنطقة شنغن (انظر خيارات الانسحاب في الاتحاد الأوروبي). تتضمن معاهدة لشبونة أحكامًا تسمح لمجموعة من الدول بالاندماج دون إشراك دول أخرى إذا لم ترغب في الانضمام، حيث رغب بعض القادة، بعد رفض الدستور الأوروبي، في إنشاء أوروبا اتحادية داخلية أكثر تكاملاً ضمن اتحاد أوروبي أبطأ حركة.
تعد الدول الست الداخلية اليوم من بين الأعضاء الأكثر تكاملاً في الاتحاد الأوروبي.
| المشارك         | شنغن | منطقة الحرية والأمن والعدالة | ميثاق الحقوق الأساسية | اليورو | المنطقة الاقتصادية الأوروبية | آلية الاستقرار الأوروبية | الميثاق المالي الأوروبي | إدارة الموارد البشرية | يورو+ | السياسة الأمنية والدفاعية المشتركة | بروم | براءة اختراع | الطلاق | الرموز |
| --------------- | ---- | ---------------------------- | --------------------- | ------ | ---------------------------- | ------------------------ | ----------------------- | --------------------- | ----- | ---------------------------------- | ---- | ------------ | ------ | ------ |
| بلجيكا          | X    | X                            | X                     | X      | X                            | X                        | X                       | X                     | X     | X                                  | X    | X            | X      | X      |
| فرنسا           | X    | X                            | X                     | X      | X                            | X                        | X                       | X                     | X     | X                                  | X    | X            | X      | X      |
| ألمانيا الغربية | X    | X                            | X                     | X      | X                            | X                        | X                       | X                     | X     | X                                  | X    | X            | X      | X      |
| إيطاليا         | X    | X                            | X                     | X      | X                            | X                        | X                       | X                     | X     | X                                  | X    | X            | X      | X      |
| لوكسمبورغ       | X    | X                            | X                     | X      | X                            | X                        | X                       | X                     | X     | X                                  | X    | X            | X      | X      |
| هولندا          | X    | X                            | X                     | X      | X                            | X                        | X                       | X                     | X     | X                                  | X    | X            | O      | O      |

 x  – عضو
 o  – غير عضو